# Serpenticobitis
Serpenticobitis ist eine Gattung sehr kleiner, schmerlenartiger Süßwasserfische, die im Stromgebiet des Mekong in Südostasien vorkommt. 

## Merkmale
Serpenticobitis-Arten werden 3,9 bis 5,4 cm lang und haben einen für Schmerlenartige ungewöhnlich gedrungenen, zylindrischen Körper. Der Kopf ist klein, die Schnauze gerundet, das kleine Maul unterständig. Ober- und Unterlippe sind fleischig und zusammengewachsen. Die Unterlippe zeigt einige Falten, ist mittig aber nicht unterbrochen. Die Fische haben drei Bartelpaare, zwei am Rostrum und eins an der Maxillare. Ein großer, zweispitziger Stachel sitzt direkt unter dem Auge. Die vordere Nasenöffnung mündet in einer klappenartigen Röhre. Der Anfang der Rückenflosse liegt vor der Bauchflossenbasis. Die Bauchflossen weisen nach unten. Brust- und Bauchflossen haben jeweils einen Stachel. Die Schwanzflosse ist leicht gegabelt. Die Schwimmblase besteht aus zwei Teilen, die durch einen Verbindungskanal, das Manubrium, miteinander verbunden sind. Serpenticobitis-Arten zeigen ein Muster von 7 bis 9 senkrechten, dunklen Bändern. Alle Flossen haben auffällige Punktreihen. Ein großer, deutlich sichtbarer Fleck sitzt mittig auf der Schwanzflossenbasis.
- Flossenformel: Dorsale 11–12, Anale 8.
- Wirbelzahl: 33 – 35.

## Arten
Es gibt drei Arten, die durch ihre Färbung unterschieden werden.
- Serpenticobitis cingulata Roberts, 1997
- Serpenticobitis octozona Roberts, 1997
- Serpenticobitis zonata Kottelat, 1998

## Systematik
Serpenticobitis wurde bei der Erstbeschreibung in die Familie der Steinbeißer (Cobitidae) gestellt, später aber auch den Plattschmerlen (Balitoridae) oder den Bachschmerlen (Nemacheilidae) zugeordnet. 2012 stellt Kottelat für die Gattung die Familie Serpenticobitidae auf.